# Waag (Kollum)
De waag van Kollum is een voormalig waaggebouw in de Friese plaats Kollum. Het huidige pand dateert uit 1779. 

## Geschiedenis
Hoewel Kollum nooit uitgroeide tot een stad, had het wel stedelijke kenmerken. Het dorp groeide aanzienlijk in de 16e eeuw en daarmee kreeg Kollum een aantal stedelijke instellingen als een gasthuis, een Latijnse school en een waag. Reeds in 1536 wordt melding gemaakt van een waag in Kollum. De waag zou zich aanvankelijk naast het Oude Rechthuis aan de Voorstraat bevonden hebben, aangezien daar in 1642 melding wordt gemaakt van "d'olde Waege". In 1608 werd de Volmachten op de Landdag opgedragen om een nieuwe waag in Kollum te bouwen. In 1614 werd de waag vervolgens verplaatst naar de Westerdiepswal. Het waagrecht werd in eerste instantie verpacht, maar in 1661 werden de opbrengsten van de waag aan de kerk van Kollum gegund om herstelwerkzaamheden te kunnen bekostigen. Later zou de kerk ook eigenaar worden van de waag.
In 1779 verrees het huidige gebouw aan de Westerdiepswal. Het waaggebouw werd in 1871 door de kerkvoogden verkocht aan een particulier, maar het gebouw bleef dienstdoen als waag. Het pand werd in 1895 verbouwd tot woonhuis.
In 1968 werd het pand aangemerkt als rijksmonument. Het oorspronkelijke weeginstrumentarium is nog lange tijd aanwezig geweest in de woning. Voor de verbouwing van 1975 was de oorspronkelijk entree nog zichtbaar midden in de voorgevel. Een doorlopende hanenkam is nog te zien boven de twee middelste vensters.
Het fronton wordt gesierd door decoraties in Lodewijk XV- en Lodewijk XVI-stijl. Het pand heeft een rechte kroonlijst. Boven in de voorgevel bevindt zich een timpaan met de namen en wapens van de bouwheren:
- Fokke Hylkes Eskes, (1696-1778), bijzitter en kerkvoogd.
- Martinus van Scheltinga, (1744-1820), grietman van Kollumerland tussen 1775 en 1795.
- Albert Luitjes, (1710-), kerkvoogd.

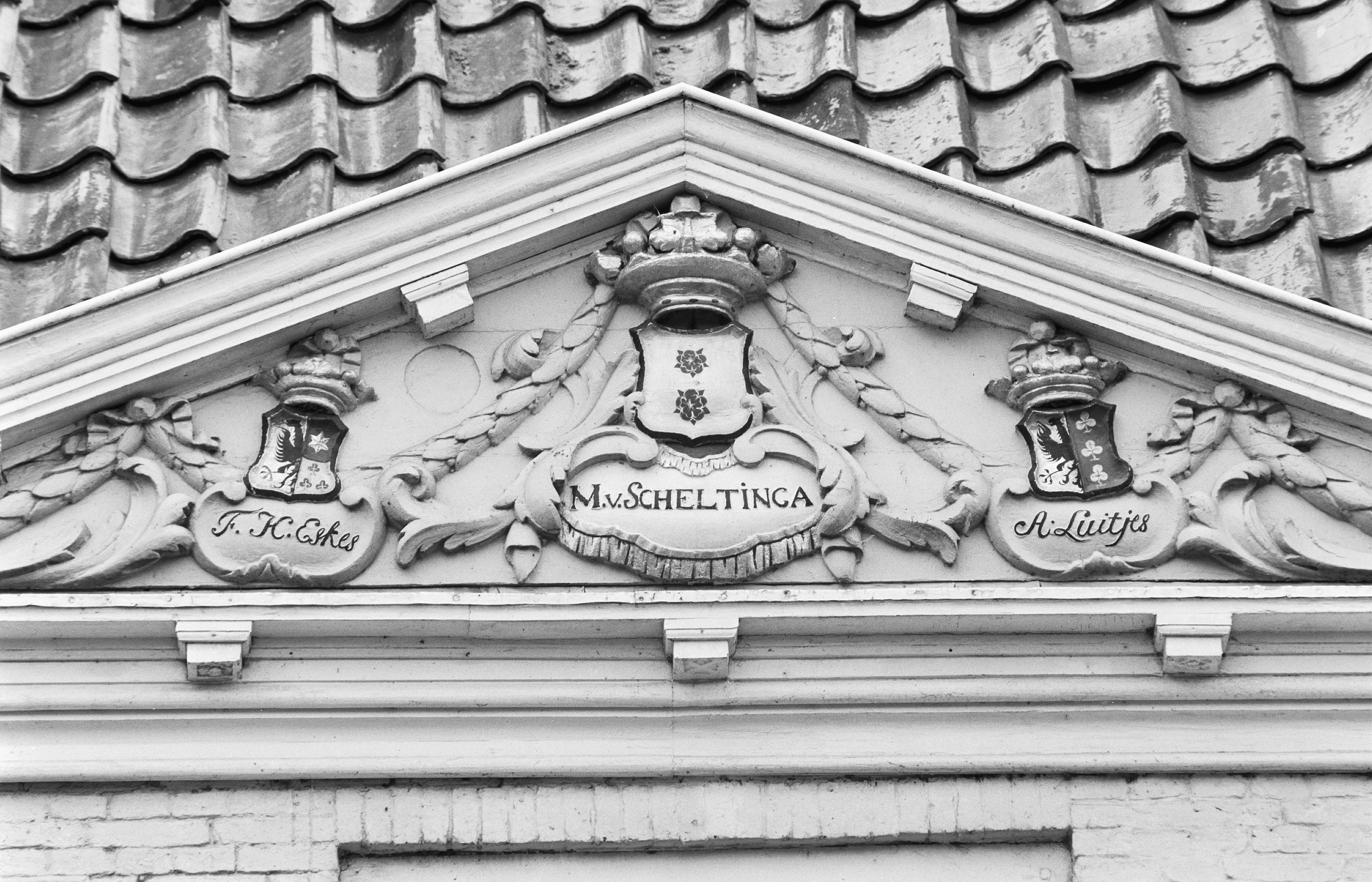
Timpaan met de wapens van de bouwheren.
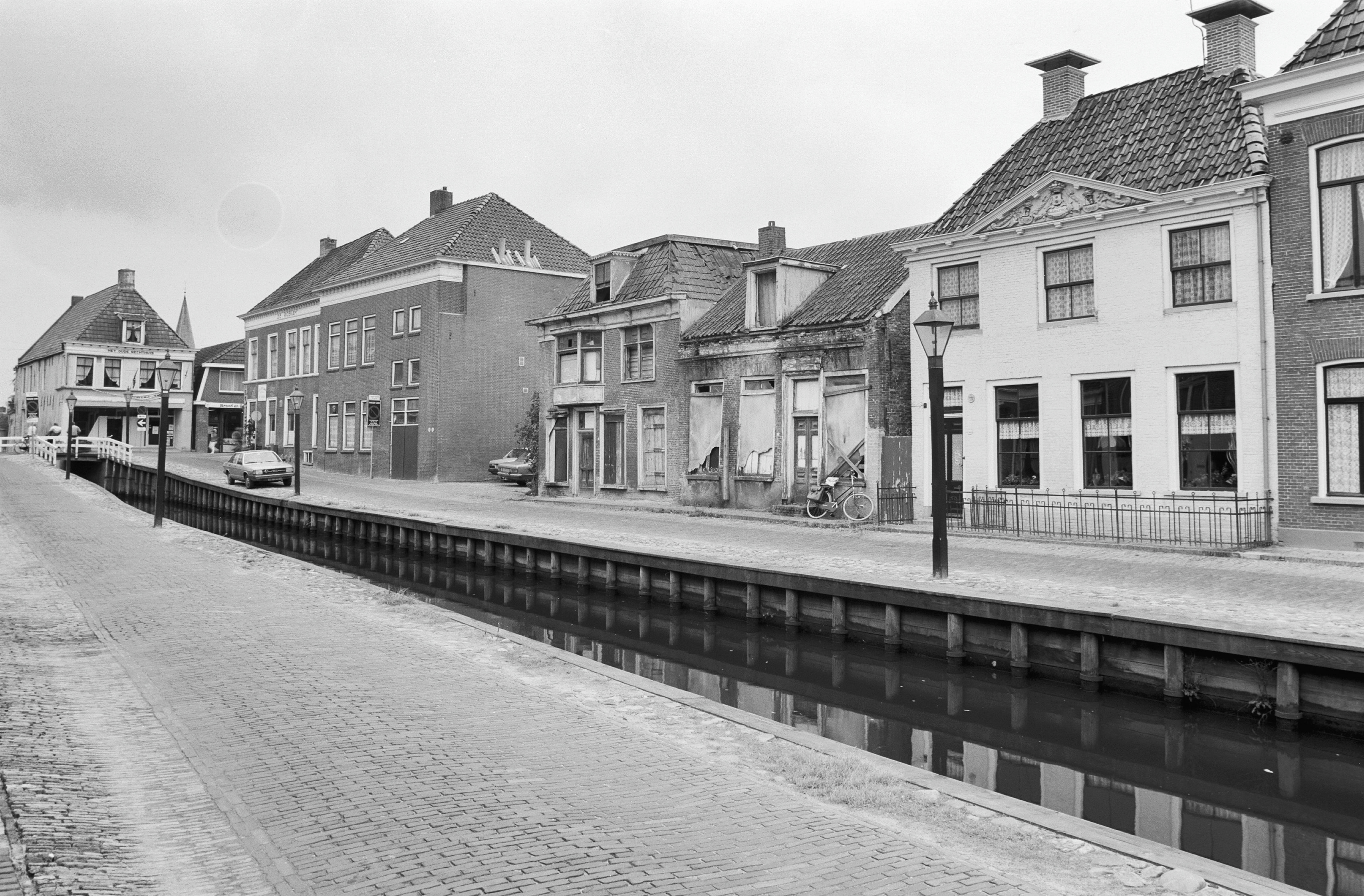
Rechts de voormalige waag in 1985 met links het Oude Rechthuis, tot 1895 in gebruik als gemeentehuis.
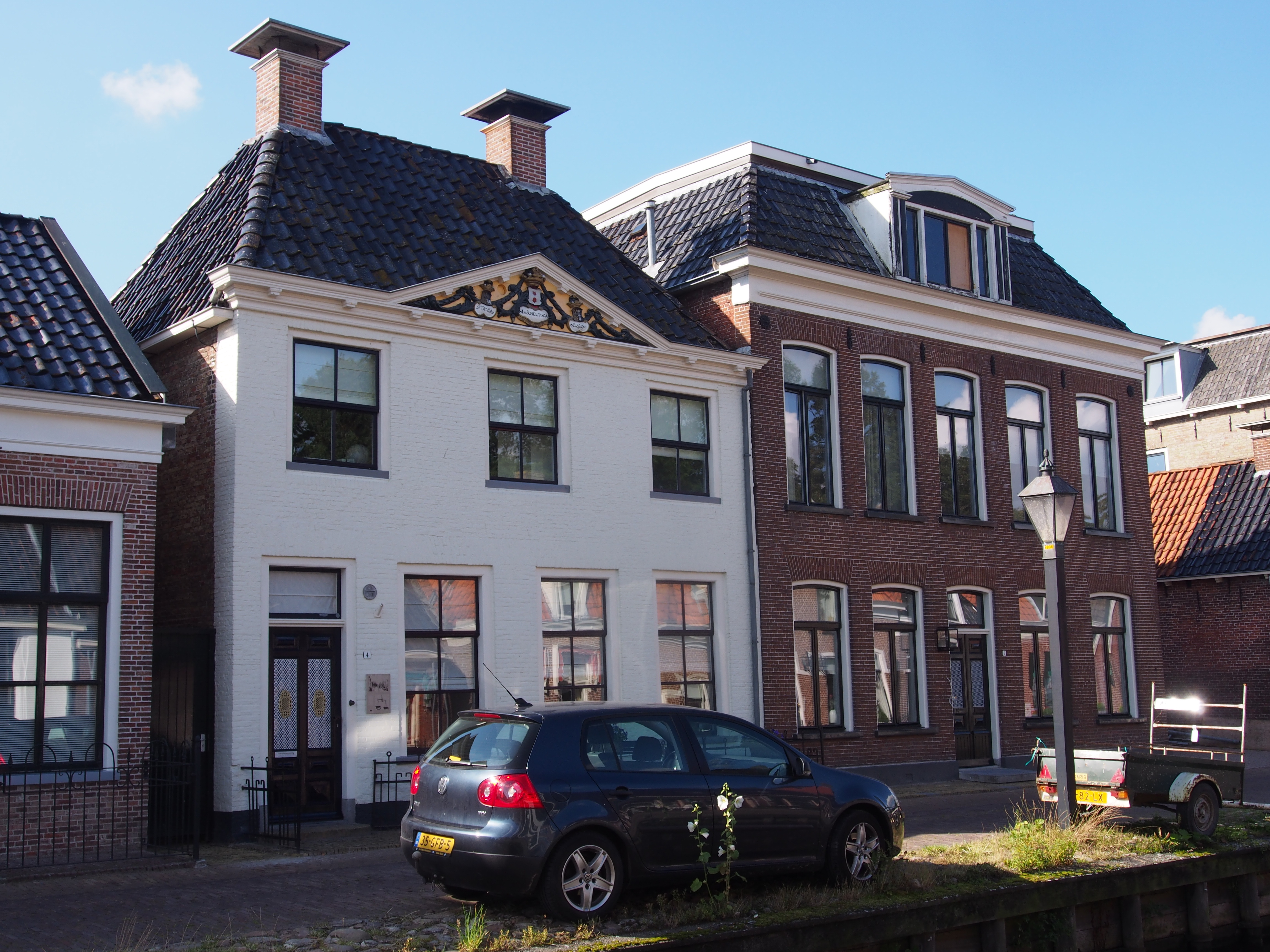
De voormalige waag in 2015.